# آفاق بشير قيزي
آفاق بشير قيزي (إسمها عصلية: آفاق بشير قيزي سفاروفا) (بالأذرية: Afaq Bəşirqızı) - ممثلة أذربيجانية بارزة، وفنانة الشعب لجمهورية أذربيجان الاشتراكية السوفيتية (1993)، حائزة على وسام «شهرة»(2013)، ومنحة فخري لرائس (2015 ، بروفيسورة في جامعة الفنون والكون. والممثلة الرائدة في المسرح الموسيقي الكوميدي.

## سيرتها الذاتية
```
ولدت آفاق بشير قيزي سفاروفا، عام 
1955
، في مدينة باكو في عائلة الممثل الأذربيجاني الشهير 
بشير سفار أغلو
. بدأت المرحلة الثانوية في مدرسة رقم 31 في باكو، عام 
1962
، وأتمت دراستها الثانوية عام 
1972
. بعد المدرسة التحقت بمعهد حكومي أذربيجاني تربوي في 
أذربيجان
 بين 
1974
-
1979
.
```

في 1973، بدأت فعاليتها في مسرح الدراما الأكاديمي الحكومي في لنكران. وتم دعوتها إلى مسرح الدراما الأكاديمية في سومقاييت، منذ 1989.
عملت في المسرح الموسيقي الكوميدي مع وزارة الثقافة الأذربيجانية ولا تزال تعمل فيه.
كما شاركت آفاق بشير قيزي في العروض المسرحية والتلفزيونية. كُرمت من قبل الدولة لمساهمتها في تطوير الفن المسرحي والتصوير السينمائي الأذربيجاني وحازت على جوائز فنانة الشعب لجمهورية أذربيجان الاشتراكية السوفيتية في 1989، وفنانة الشعب لجمهورية أذربيجان في 1993.
في 2003 حصلت على جائزين «درويش ذهبي» ووسام «شهرة» في 2013. آفاق بشير قيزي هي ابنة الممثل المسرحي والسينمائي الأذربيجاني بشير سفار أغلو.

## فيلموغرافية
- «بشير سفاروغلو» (فيلم 1969)
- محبوب ذو البيت باعوجاج" (فيلم 1982)
- "20+1" (فيلم 1986)
- «رجل ذو نظارات خضراء»(فيلم 1987)
- «حلقة ثروة» (فيلم 1991)
- «العمل رقم 777» (فيلم 1992)
- «نظارات خضراء رجل 2» (فيلم 1999)
- «تيكرولوق» (فيلم 2001)
- «نظارات خضراء رجل 3» (فيلم 2002)
- «دعوة» (فيلم 2003)
- «عقيد» (فيلم 2005)
- «حلقة ثروة 2» (فيلم 2017)

## روابط خارجية
- آفاق بشير قيزي على موقع IMDb (الإنجليزية)